# Bögönbaï Batyr
Qanjyghaly Bogönbaï Batyr (kazakh : Қанжығалы Бөгенбай батыр ; en russe : Богенбай-батыр, Boguenbaï-batyr), né en 1680 et mort en 1778, est un héros (batyr) national, chef de guerre et diplomate kazakh, commandeur en chef des armées des trois jüz, connu pour n'avoir pas perdu une seule bataille parmi les 103 que compte sa carrière.

## Biographie
Bögönbaï-batyr naît en 1680 sur les terres ancestrales du clan des Argyns, sur les rives de la Böguen (en) (dans l'actuel Kazakhstan-Méridional), dans une famille apparentée au batyr Akcha, un sardar ayant dirigé une armée de 80 000 hommes sous le règne du khan kazakh Tauke Khan (en). Il est le petit-fils d'Aldéoun Batyr (1609-1670), commandant de Iessim Khan (ru).
Il meurt de vieillesse en 1778, alors qu'il chevauche dans les pâturages ancestraux des Argyns, sur les rives de la Torghaï (ru) (dans l'actuel district d'Ereïmentaou de l'oblys d'Aqmola). Après 40 jours d'embaumement, son corps voyage pendant 45 jours à dos de chameau blanc jusqu'à Turkestan, capitale de la jüz moyenne, où il est enseveli dans le mausolée de Khoja Ahmed Yasavi.
Une avenue de Noursoultan porte son nom ; un monument à sa gloire y est érigé. Des rues d'autres villes du Kazakhstan sont également baptisées d'après lui, de même qu'un village du nom de Bögönbaï, des musées et des écoles (à Ereïmentaou) et des infrastructures sportives (comme à Stepnogorsk).
Le 25 juin 1991, les 300 ans de la naissance de Bögönbaï Batyr ont été célébrés à Ereïmentaou.

## Bögönbaï Batyr dans l'art

### Littérature
Bögönbaï Batyr a fait l'objet de plusieurs poèmes, notamment des poètes Bouqar Jyraou (ru) et Oumbeteï Jyraou (ru). Il apparait également dans le roman Gonets (Le Messager, 1969) d'Anouar Alimjanov (ru), et dans le roman Otchaïanié (Désespoir, 1973) de la trilogie Nomades d'Ilias Iessenberline (ru).

### Films
Bögönbaï Batyr apparaît ou fait l'objet des films suivants :
- Intrépide (kazakh : Жаужүрек мың бала) (2011), une étude cinématographique de Kazakhfilm
- Le film d'animation Bögönbaï Batyr du recueil Epopée d'Orlik (kazakh : Өрлік дастаны, 2010), sur la chaîne télévisée Almaty
- Un film documentaire Bögönbaï Batyr (kk) (1992), du studio Kazakhtéléfilm
- Le film Les coureurs se dépêchent (kazakh : Жаушы) (1980), du studio Kazakhfilm